# أندرياس كالينج
أندرياس كالينغ (في الإنجليزية : Andreas Cahling) مواليد عام 1952) هو لاعب كمال أجسام محترف. فاز بلقب مستر إنترناشيونال (السيد الدولي) في مسابقة الإتحاد الدولي لكمال الأجسام واللياقة البدنية في عام 1980.  لعب أيضًا دور ثور في فيلم كونغ فيوري . 
في ثمانينيات القرن العشرين، كان يتبع كالينج حمية نباتيو الألبان والبيض . 